# 사가미 (시인)

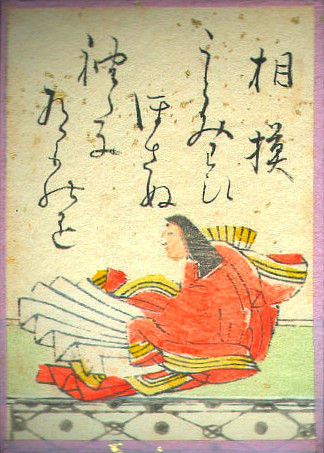

사가미(相模, 998년경 ~ 1061년경)는 일본 헤이안 시대의 시인이다. 각종 분야의 36가선의 하나로 지명되고 있다.
아버지에 대해서는 설이 분분하다. 어머니는 지방 관리의 딸이다.
1020년대 전반에는 남편의 부임지인 사가미국에 머물렀고, 후반에는 도읍에서 후지와라노 사다요리와 친교를 가졌다.
그밖에도 시우(詩友)는 여러명되었다.